# Лебёдки (Орловская область)
Лебёдки — деревня в Должанском районе Орловской области, входит в состав муниципального образования Дубровское сельское поселение.

## География
Деревня расположена на реке Тим, в 16 км северо-западнее посёлка Долгое.

## История
Известно с 1615 года.

## Население
| 2010 |
| ---- |
| 64   |

## Природа
В районе Лебёдки водится редкий вид млекопитающих, находящийся под угрозой исчезновения, Выхухоль русская — Desmana moschata (Linnaeus, 1758).